# Château de Saint-Mars-de-Coutais
 (mars 2015).
Le château de Saint-Mars-de-Coutais est un château situé à Saint-Mars-de-Coutais, en France.

## Localisation
Le château est situé sur la commune de Saint-Mars-de-Coutais, dans le département de la Loire-Atlantique.

## Historique
Le domaine appartient successivement à la famille Fouché, à la famille Boux de Casson (de 1694 à 1793), à la famille de Monti de Rezé, puis par héritage à famille de Lorgeril.
Le monument est inscrit au titre des monuments historiques en 1982.